# جاي مكارثي
جاي مكارثي (بالإنجليزية: Jay McCarthy)‏ (و. 1992  م) هو راكب دراجة هوائية، من أستراليا، ولد في ماريبورو، شارك في طواف إيطاليا 2014، وسباق طواف فرنسا 2017.

## سباقات أو مراحل فاز بها
| التاريخ       | السباق                                                     | المركز                        |
| ------------- | ---------------------------------------------------------- | ----------------------------- |
| 01 يناير 2010 | 2010 UCI Road World Championships – Junior men's road race | المركز الثاني                 |
| 05 يونيو 2011 | طواف النرويج 2011                                          | الخامس في تصنيف أفضل شاب      |
| 01 يناير 2012 | طواف أوقيانوسيا للدراجات 2011-12                           | المركز الثالث                 |
| 29 يناير 2012 | طواف نيوزيلندا الكلاسيكي 2012                              | الفائز في التصنيف العام       |
| 03 مايو 2015  | طواف تركيا 2015                                            | المركز الثالث                 |
| 17 مايو 2015  | طواف كاليفورنيا 2015                                       | الثالث في تصنيف أفضل شاب      |
| 24 يناير 2016 | داون أندر 2016                                             | الفائز في ترتيب النقاط للشباب |
| 05 مارس 2016  | ستراد بينك 2016                                            | المرتبة 13 في التصنيف العام   |
| 22 يناير 2017 | داون أندر 2017                                             | المركز الثالث                 |
| 29 يناير 2017 | سباق كاديل ايفانز 2017                                     | التاسع في التصنيف العام       |
| 08 أبريل 2017 | طواف إقليم الباسك 2017                                     | السادس في تصنيف النقاط        |
| 07 يناير 2018 | بطولة أستراليا لسباق الطريق 2018                           | المركز الثاني                 |
| 28 يناير 2018 | سباق كاديل ايفانز 2018                                     | الفائز في التصنيف العام       |

## روابط خارجية
- جاي مكارثي على موقع الاتحاد الدولي للدراجات (الإنجليزية)
- جاي مكارثي على موقع أرشيف الدراجات (الإنجليزية)
- جاي مكارثي على موقع إحصائيات الدراجات الإحترافية (الإنجليزية)
- جاي مكارثي على موقع نسبة الدراجات (الإنجليزية)
- جاي مكارثي على موقع CycleBase (الإنجليزية)
- جاي مكارثي على موقع أوليمبيديا (الإنجليزية)